# Рейли, Томас Рандл
Томас Рандл Рейли (англ. Thomas Rundle Reilly; 21 августа 1919, Гуэлф, провинция Онтарио, Канада — 25 сентября 2000, Френшем, Суррей, Великобритания) — британский исполнитель на губной гармонике.
Сын Джеймса Рейли (1886—1956), трубача и скрипача, руководителя одного из первых канадских джазбандов в начале 1920-х годов. Начал учиться игре на скрипке в восьмилетнем возрасте, с 11 лет играл на гармонике в ансамбле отца. В 1935 году с семьёй переехал в Великобританию, с 1937 года учился в Лейпцигской консерватории, однако с началом Второй мировой войны был интернирован и шесть лет провёл в германском лагере для военнопленных. За годы пребывания в плену овладел губной гармоникой в совершенстве и в 1945 году, вернувшись в Лондон, начал сольную карьеру.
За годы выступлений Рейли специально для него было написано около 30 сочинений, в том числе Концерт для губной гармоники с оркестром Майкла Спиваковского (1951), считающийся первым полномасштабным концертом для этого инструмента, а также произведения Матьяша Шейбера, Вилема Тауского, Гордона Джейкоба, Джорджа Мартина и др. Кроме того, Рейли записывал киномузыку таких композиторов, как Бернард Херрманн, Дмитрий Тёмкин, Элмер Бернстайн. Для собственных выступлений Рейли аранжировал различные произведения Баха, Моцарта, Шопена, Сметаны, Сарасате, в его репертуар входили также написанные для губной гармоники сочинения Эйтора Вилла-Лобоса, Малкольма Арнольда, Ральфа Воан-Уильямса и др.
Рейли выпустил несколько сборников упражнений и методических указаний для исполнителей на гармонике, начиная с книги «Играй как звёзды» (англ. Play Like the Stars; 1952). Начиная с 1966 года он регулярно проводил мастер-классы в Германии, Канаде, Норвегии. В 1967 году производитель губных гармоник фирма Hohner создала для Рейли концертную модификацию инструмента, выпускающуюся до сих пор.